# Hans-Georg Beck
Hans-Georg Beck (* 18. Februar 1910 in Schneizlreuth; † 25. Mai 1999 in Unterfinning) war ein deutscher Byzantinist.

## Leben und Wirken
Hans-Georg Beck legte 1929 das Abitur ab und wurde im gleichen Jahr unter dem Ordensnamen Hildebrand Beck Mönch im Benediktiner-Kloster Scheyern. Er studierte von 1930 bis 1937 Philosophie, Katholische Theologie und Byzantinistik an der Universität München und am Päpstlichen Athenaeum Sant’Anselmo in Rom. 1936 wurde er mit der von Martin Grabmann betreuten Dissertation Vorsehung und Vorherbestimmung in der theologischen Literatur der Byzantiner zum Dr. theol. promoviert. 1939 wurde Beck Klosterbibliothekar in Scheyern und baute dort mit seinem Mitbruder Johannes Maria Hoeck das „Byzantinische Institut der Abtei Scheyern“ auf. Am 18. Februar 1944 trat er aus dem Orden aus und arbeitete danach teilweise im Verlagswesen, besonders für die Zeitschrift Hochland. Ab 1947 war er Hilfskraft bzw. Assistent am „Mittel- und Neugriechischen Seminar“ der Universität München bei Franz Dölger. Hier habilitierte er sich auch 1949 mit der Arbeit Theodoros Metochites. Die Krise des byzantinischen Weltbildes im 14. Jahrhundert; seit dem 11. April 1950 war er Privatdozent für Byzantinistik.
Als Nachfolger von Franz Dölger auf dem Lehrstuhl für Byzantinistik und Neugriechische Philologie an der Universität München und Institutsvorstand hat Beck von 1960 bis zur Emeritierung 1975 Institutionengeschichte und byzantinische Literatur stärker in den Vordergrund gerückt und durch Übersetzungen und Auswahlsammlungen von Quellen ein auch dem Nichtgräzisten zugängliches Bild des Lebens im Byzantinischen Reich gezeichnet. Zwischenzeitliche Berufungen an die Freie Universität Berlin (1965) und die Harvard University (1972) lehnte er ab.
Seit 1962 war Beck ordentliches Mitglied der Bayerischen Akademie der Wissenschaften, in deren Sitzungsberichten zahlreiche seiner Studien veröffentlicht wurden. Er war von 1965 bis 1967 Vizepräsident der DFG und Mitglied des Wissenschaftsrats. Als Gründungsmitglied und Vorsitzender des Trägervereins hat er von 1970 bis 1983 das Deutsche Studienzentrum in Venedig aufgebaut. Er war Träger des Großen Bundesverdienstkreuzes der Bundesrepublik Deutschland (1981) und des Bayerischen Maximiliansordens für Wissenschaft und Kunst (1988). Er wurde 1966 korrespondierendes Mitglied der Österreichischen Akademie der Wissenschaften, 1975 Mitglied der Akademie von Athen, 1977 auswärtiges Mitglied der British Academy und assoziiertes Mitglied der Königlichen Akademie der Wissenschaften und Schönen Künste von Belgien, 1988 Mitglied der American Philosophical Society. Von 1963 bis 1974 war er Vorsitzender der Arbeitsgemeinschaft Deutscher Byzantinisten.
Ab 1961 war er Mitherausgeber, von 1964 bis 1977 federführender Herausgeber der Byzantinischen Zeitschrift sowie des Byzantinischen Archivs. Die Miscellanea Byzantina Monacensia wurden von ihm 1965 begründet, von 1978 bis 1996 hat er sie gemeinsam mit Armin Hohlweg herausgegeben. Mit Athanasios Kambylis und Rudolf Keydell war er Herausgeber der Berliner Reihe des Corpus Fontium Historiae Byzantinae. Der Interdisziplinarität verpflichtet war die Mitherausgeberschaft bei den Südost-Forschungen, der Zeitschrift des Südost-Instituts München (1966 bis 1997) und 1967 die Gründung der Schriften zur Geistesgeschichte des östlichen Europa, gemeinsam mit Alois Schmaus und Georg Stadtmüller.

## Schriften (Auswahl)
- Byzantinistik heute. De Gruyter, Berlin u. a. 1977, ISBN 3-11-007220-3.
- Das byzantinische Jahrtausend. Beck, München 1978, ISBN 3-406-05997-X, u. ö.

Texte und Literatur aus Byzanz
- Vademecum des byzantinischen Aristokraten. Das sogenannte Strategikon des Kekaumenos. (= Byzantinische Geschichtsschreiber 5, ZDB-ID 532553-5). Styria, Graz u. a. 1956.
- Geschichte der byzantinischen Volksliteratur (= Handbuch der Altertumswissenschaft. Abteilung 12: Byzantinisches Handbuch. Teil 2, Band 3). Beck, München 1971, ISBN 3-406-01420-8.
- Byzantinisches Lesebuch. Beck, München 1982, ISBN 3-406-08584-9.
- Der Vater der deutschen Byzantinistik. Das Leben des Hieronymus Wolf von ihm selbst erzählt (= Miscellanea Byzantina Monacensia 29, ISSN 0076-9347). Deutsch von Hans-Georg Beck. Institut für Byzantinistik und neugriechische Philologie der Universität München, München 1984.
- Byzantinisches Erotikon. Orthodoxie, Literatur, Gesellschaft (= Bayerische Akademie der Wissenschaften. Philosophisch-Historische Klasse. Sitzungsberichte 1984, 5). Verlag der Bayerischen Akademie der Wissenschaften, München 1984, ISBN 3-7696-1532-8 (Auch: Beck, München 1986, ISBN 3-406-31309-4).
- Kaiserin Theodora und Prokop. Der Historiker und sein Opfer (= Piper. Bd. 5221 Porträt). Piper, München u. a. 1986, ISBN 3-492-05221-5.

Theologie
- Vorsehung und Vorherbestimmung in der theologischen Literatur der Byzantiner (= Orientalia Christiana Analecta 114, ISSN 1590-7449). Pontificium Institutum Studiorum Orientum, Rom 1937 (Nachdruck. ebenda 1963).
- Kirche und theologische Literatur im byzantinischen Reich (= Handbuch der Altertumswissenschaft. Abteilung 12: Byzantinisches Handbuch. Teil 2, Band 1). Beck, München 1959.
- Von der Fragwürdigkeit der Ikone (= Bayerische Akademie der Wissenschaften. Philosophisch-Historische Klasse. Sitzungsberichte 1975, 7). Verlag der Bayerischen Akademie der Wissenschaften u. a., München 1975, ISBN 3-7696-1474-7.
- Actus fidei. Wege zum Autodafé (= Bayerische Akademie der Wissenschaften. Philosophisch-Historische Klasse. Sitzungsberichte 1987, 3). Verlag der Bayerischen Akademie der Wissenschaften u. a., München 1987, ISBN 3-7696-1545-X.
- Vom Umgang mit Ketzern. Der Glaube der kleinen Leute und die Macht der Theologen. Beck, München 1993, ISBN 3-406-37618-5.

Staat und Gesellschaft
- Theodoros Metochites. Die Krise des byzantinischen Weltbildes im 14. Jahrhundert. Beck, München 1952.
- Senat und Volk von Konstantinopel. Probleme der byzantinischen Verfassungsgeschichte (= Bayerische Akademie der Wissenschaften. Philosophisch-Historische Klasse. Sitzungsberichte 1966, 6, ISSN 0342-5991). Verlag der Bayerischen Akademie der Wissenschaften, München 1966.
- Res Publica Romana. Vom Staatsdenken der Byzantiner (= Bayerische Akademie der Wissenschaften. Philosophisch-Historische Klasse. Sitzungsberichte 1970, 2). Verlag der Bayerischen Akademie der Wissenschaften u. a., München u. a. 1970.
- Ideen und Realitäten in Byzanz. Gesammelte Aufsätze (= Variorum Reprint. CS 13). Variorum Reprints, London 1972, ISBN 0-902089-41-2.
- Theorie und Praxis im Aufbau der byzantinischen Zentralverwaltung (= Bayerische Akademie der Wissenschaften. Philosophisch-Historische Klasse. Sitzungsberichte 1974, 8). Verlag der Bayerischen Akademie der Wissenschaften u. a., München u. a. 1974, ISBN 3-7696-1462-3.

Unter dem Pseudonym Peter Hamann veröffentlichte Beck:
- Geistliches Biedermeier im altbayerischen Raum. Pustet, Regensburg 1954.
- Saitenspiel des Daseins. Buch-Kunstverlag, Ettal 1958.